# 小俣麦穂
小俣 麦穂（おまた むぎほ、1977年 - ）は、日本の児童文学作家、イラストレーター。

## 経歴・人物
長野県生まれ。松本市在住。日本デザイン専門学校グラフィックデザイン科を卒業する。その後、イラストレーターとして活動しながら、児童文学の著作活動を続ける。2015年、麦穂名義で応募した「さっ太の黒い仔馬」で第56回講談社児童文学新人賞で佳作に入選する（新人賞受賞は、高橋雪子「ぼくたちのリアル」）。2016年、同作を『さっ太の黒い子馬』と改題し刊行。2017年、『さっ太の黒い子馬』で、絵を手がけたささめやゆきとともに2016年度JRA賞馬事文化賞を受賞する。受賞に際し、「馬という動物を身近に感じ、友達になってみたい、と思ってくれる子どもたちが現れてくれればいい、と思って書いた」と語っている。『ピアノをきかせて』で第52回日本児童文学者協会新人賞受賞。

## 作品リスト

### 著作
- 『さっ太の黒い子馬』（2016年6月、講談社）
- 『ピアノをきかせて』（2018年1月、講談社）

### 雑誌掲載作品
- 「命のしるし」 - 『日本児童文学』2020年1・2月号より連載